# Прва влада Петра Живковића
Прва влада Петра Живковића је била влада Краљевине Југославије од 6. јануара 1929. до 3. септембра 1931. године.

## Историја

### Закон о уређењу врховне државне управе 31. марта 1929.
Врховна државна управа је Законом од 31. марта 1929. подељена на 12 министарства. Сем ових министарства постоји као посебно надлежство Председништво Министарског савета.
Дана ступања на важност овог Закона престају да постоје ова министарсва: за аграрну реформу, вера, пошта и телеграфа и народног здравља.

## Чланови владе
| Функција                                                  | Слика             | Име и презиме          | Детаљи                      |
| --------------------------------------------------------- | ----------------- | ---------------------- | --------------------------- |
| Председник Министарског савета и министар унутрашњих дела |                   | Петар Р. Живковић      |                             |
| Министар иностраних дела                                  |                   | Војислав Д. Маринковић |                             |
| Министар војске и морнарице                               |                   | Стеван Хаџић           | до 6.4.1931.                |
| Министар војске и морнарице                               |                   | Драгомир Ж. Стојановић | од 6.4.1931.                |
| Министар правде                                           |                   | Милан Сршкић           | до 16.2.1931.               |
| Министар правде                                           |                   | Димитрије Љотић        | до 2.9.1931.                |
| Министар правде                                           | Драгутин С. Којић |                        |                             |
| Министар просвете                                         |                   | Божидар Ж. Максимовић  |                             |
| Министар финансија                                        |                   | Станко Шврљуга         | до 19.6.1931.               |
| Министар финансија                                        | Ђорђе Ђурић       |                        |                             |
| Министар грађевина                                        |                   | Стеван Савковић        | до 23.1.1930.               |
| Министар грађевина                                        |                   | Филип Ј. Трифуновић    | до 16.2.1931.               |
| Министар грађевина                                        |                   | Коста Кумануди         | до 19.6.1931.               |
| Министар грађевина                                        |                   | Душан Сернец           | до 2.9.1931.                |
| Министар грађевина                                        | Алберт Крамер     |                        |                             |
| Министар трговине и индустрије                            |                   | Мате Дринковић         | заступник, до 14.1.1929.    |
| Министар трговине и индустрије                            |                   | Желимир Мажуранић      | од 14.1.1929. до 22.7.1929. |
| Министар трговине и индустрије                            |                   | Станко Шврљуга         | заступник, до 1.9.1929.     |
| Министар трговине и индустрије                            |                   | Јурај Деметровић       | до 19.6.1931.               |
| Министар трговине и индустрије                            | Коста Кумануди    |                        |                             |
| Министар пољопривреде                                     |                   | Ото Франгеш            | до 19.5.1930.               |
| Министар пољопривреде                                     |                   | Станко Шибеник         | до 19.6.1931.               |
| Министар пољопривреде                                     | Мирко Најдорфер   |                        |                             |
| Министар пошта и телеграфа                                |                   | Стеван Савковић        | заступник, до 14.1.1929.    |
| Министар пошта и телеграфа                                |                   | Коста Кумануди         | од 14.1.1929. до 2.4.1929.  |
| Министар шума и рудника                                   |                   | Лазар Радивојевић      | до 5.8.1929.                |
| Министар шума и рудника                                   |                   | Антон Корошец          | до 29.9.1930.               |
| Министар шума и рудника                                   |                   | Душан Сернец           | до 19.6.1931.               |
| Министар шума и рудника                                   | Станко Шибеник    |                        |                             |
| Министар социјалне политике                               |                   | Мате Дринковић         | до 1929.                    |
| Министар социјалне политике и народног здравља            |                   | Мате Дринковић         | до 19.5.1930.               |
| Министар социјалне политике и народног здравља            |                   | Никола Прека           | до 19.6.1931.               |
| Министар социјалне политике и народног здравља            | Марко Костренчић  |                        |                             |
| Министар вера                                             |                   | Тугомир Алауповић      | до 2.4.1929.                |
| Министар народног здравља                                 |                   | Урош Круљ              | до 2.4.1929.                |
| Министар аграрне реформе                                  |                   | Лазар Радивојевић      | заступник, до 14.1.1929.    |
| Министар аграрне реформе                                  |                   | Ото Франгеш            | заступник, од 14.1.1929.    |
| Министар саобраћаја                                       |                   | Антон Корошец          | до 5.8.1929.                |
| Министар саобраћаја                                       | Лазар Радивојевић |                        |                             |
| Министар при Председништву Министарског савета            |                   | Милан Сршкић           | од 16.2.1931.               |
| Министар без портфеља                                     |                   | Никола Т. Узуновић     |                             |
| Министар без портфеља                                     |                   | Коста Кумануди         | од 3.4.1929. до 16.2.1931.  |
| Министар без портфеља                                     |                   | Мате Дринковић         | од 19.5.1930. до ?          |
| Министар без портфеља                                     |                   | Ото Франгеш            | од 19.5.1930. до 16.2.1931. |
| Министар без портфеља                                     |                   | Иван Швегл             | од 20.5.1930. до 16.2.1931. |
| Министар без портфеља                                     |                   | Мирко Најдорфер        | од 20.5.1930. до 19.6.1931. |
| Министар без портфеља                                     |                   | Никола Прека           | од 19.6.1931.               |
| Министар без портфеља                                     |                   | Станко Шврљуга         | од 19.6.1931.               |
| Министар без портфеља                                     |                   | Коста Л. Тимотијевић   | од 2.9.1931.                |
| Министар без портфеља                                     |                   | Андра Станић           | од 2.9.1931.                |
| Министар без портфеља                                     |                   | Иван Пуцељ             | од 2.9.1931.                |
| Министар без портфеља                                     |                   | Иван Палачек           | од 2.9.1931.                |
| Министар без портфеља                                     |                   | Павао Матица           | од 2.9.1931.                |
| Министар без портфеља                                     |                   | Авдо Хасанбеговић      | од 2.9.1931.                |